# Mohamed Sijelmassi
Mohamed Sijelmassi est un médecin et écrivain marocain, né en 1932 à Kénitra et mort en 2007 à Casablanca. Il est l'auteur de plusieurs ouvrages consacrés à l'art et au patrimoine culturel marocain et islamique.

## Sélection d'ouvrages
- La Peinture marocaine, 1972
- Les Arts traditionnels, 1974
- La Mamounia, Marrakech, 1975.
- Enfants du Maghreb entre hier et aujourd'hui, 1985
- Les Arts traditionnels au Maroc
- Enluminures des manuscrits royaux au Maroc
- L'Art contemporain au Maroc, 1998[2]
- Fès : Cité de l'art et du savoir, Courbevoie, ACR Édition, 1991
- Le Guide des parents, 1993
- L'Art calligraphique de l'Islam, 1976 (coauteur : Abdelkébir Khatibi)
- Civilisation Marocaine, Arts et Cultures, 1996 - éditions OUM et Actes Sud / Sindbad (parmi les coauteurs : Abdelkébir Khatibi et Tayeb Saddiki). Livre traduit en allemand, en anglais et en italien
- Mémoire du Maroc, 1997
- Le Désir du Maroc, Paris, Marval, 1999 (coauteur : Alain D'Hooghe ; préf. Tahar Ben Jelloun)[3]
- Les Arts traditionnels marocains, 2003
- Casablanca que j'aime, 2003
- Maroc Méditerranée, de Tanger à Saidia, 2007[4].